# Ankylopteryx (Ankylopteryx) venusta
Ankylopteryx (Ankylopteryx) venusta is een insect uit de familie van de gaasvliegen (Chrysopidae), die tot de orde netvleugeligen (Neuroptera) behoort. 
Ankylopteryx (Ankylopteryx) venusta is voor het eerst wetenschappelijk beschreven door Hagen in 1853.